# Blossia gluvioides
Blossia gluvioides är en spindeldjursart som först beskrevs av Roewer 1933.  Blossia gluvioides ingår i släktet Blossia och familjen Daesiidae. Inga underarter finns listade.